# تسوگت (گووی-آلتای)
تسوگت (به لاتین: Tsogt) یک منطقهٔ مسکونی در مغولستان است که در استان گاوی-آلتای واقع شده‌است. تسوگت ۱۶٬۶۱۸ کیلومتر مربع مساحت دارد.